# Ешуткин, Дмитрий Никитович
Дми́трий Ники́тович Ешуткин (род. 9.10.1941, аул Кызылагаш Аксуского района Алматинской области, КазССР, СССР) — учёный, доктор технических наук (1979), профессор (1980). Лауреат Государственной премии КазССР (1986). Заслуженный работник высшей школы СССР.

## Биография
В 1964 году окончил Карагандинский политехнический институт, где проводил исследования по созданию гидропневматических силовых импульсных систем строительно-дорожных машин ударного действия, а также провёл ряд проектных и опытно-экспериментальных работ по созданию гидропневмоударных рабочих частей машин и исследованию процессов разрушения горных пород. В 1964—1976 годах ассистент, аспирант, доцент, а с 1976 года заведующий кафедрой «Теоретическая механика» этого же института.
В 1969 году защитил кандидатскую диссертацию на тему: «Исследования разрушения Карагандинских песчаников ударом большой энергии при предварительном ослаблении забоя узкими щелями с помощью алмазных дисков для создания исполнительного органа породопроходческого комбайна». В 1979 году защитил докторскую диссертацию на тему: «Основы теории проектирования гидропневмоударных устройств с объемным гидравлическим приводом».
С 1981 года исследовал проблемы разработки мощных гидравлических низкочастотных вибрационных и пульсационных устройств различного назначения.
Лауреат Государственной премии КазССР (1986), «Заслуженный работник высшей школы СССР», награждён Почётной грамотой Министерства народного образования Казахской ССР.
С февраля 2003 года работает профессором кафедры «Прикладная механика» в Приокского государственного университета, с 1 сентября 2004 г. — заведующий кафедрой «Теоретическая и прикладная механика» ОрелГТУ.

## Научная деятельность
Основные научные труды посвящены развитию теории машин ударного действия. Один из создателей гидропневматических силовых импульсных систем применительно к горным и строительно-дорожным машинам ударного действия. Автор более 240 работ, в том числе 5 монографий, 110 авторских свидетельств на изобретения.
Подготовил двух докторов и 11 кандидатов наук.
Некоторые труды:
- Основы теории и конструирования гидропневмоударников. — Кемерово, 1977 (соавт.);
- Ручные гидравлические отбойные и бурильные молотки. — Новосибирск, 1982 (соавт.);
- Высокопроизводительные гидропневматические ударные машины для прокладки инженерных коммуникаций. — М., 1990 (соавт.).